# Ermanno di Eename
Ermanno di Eename o di Verdun (965 circa – Verdun, 28 maggio 1029) fu conte di Eename dal 988, sino alla sua morte e conte di Verdun dal 1022 al 1024.

## Origine
Secondo le Gesta Episcoporum Virdunensium, continuatio e anche secondo la Chronica Albrici Monachi Trium Fontium era il figlio terzogenito del Conte di Bidgau e Methingau, Conte di Verdun e conte di Hainaut, Goffredo I e di Matilde di Sassonia, che, secondo l'Annalista Saxo era la figlia femmina primogenita di Ermanno Billung, duca di Sassonia, e di Hildegard di Westerburg.
Come ci viene confermato dal documento n° 212 del Mittelrheinisches Urkundenbuch, I, Goffredo I di Verdun era figlio del Conte di Bidgau e Methingau, Gozlin, e di Uda, figlia del conte Gerardo, nipote di Adalardo il Siniscalco, e della moglie (di cui era il secondo marito), Oda di Sassonia; Goffredo I di Verdun, inoltre era fratello del vescovo di Reims, Adalberone di Reims, ed era anche nipote del vescovo di Metz, sempre di nome Adalberone e di Federico I duca dell'Alta Lorena, a sua volta, padre di un vescovo di Verdun e di Metz, ancora di nome, Adalberone.

## Biografia
Nel 963, quando i suoi genitori si erano sposati, sua madre, Matilde, era vedova di Baldovino III, conte di Fiandra e d'Artois, come ci viene confermato dal Sigeberti Auctarium Affligemense, a cui aveva dato un figlio, Arnolfo, come ci conferma la Genealogica ex Stirpe Sancti Arnulfi descendentium Mettensis.
Ermanno, il 21 gennaio 974, controfirmò il documento nº 86 del Liber traditionum sancti Petri Blandiniensis, con cui i suoi genitori, Goffredo e Matilde fecero una donazione alla chiesa di San Pietro di Gand; ed il 21 gennaio 979, controfirmò il documento nº 51 del Cartulaire de la ville de Gand, Chartes et documents T. I, con cui i suoi genitori, Goffredo e Matilde fecero un'altra donazione alla chiesa di San Pietro di Gand.
Dopo la morte di suo padre, avvenuta tra il 998 ed il 1002; Le nécrologe de la cathédrale de Verdun (non consultato) riporta la morte di Goffredo il 3 settembre, senza riportare l'anno, mentre suo fratello, Federico, in quanto figlio più anziano rimasto in vita, gli succedette come conte di Verdun, come confermano sia la Chronica Albrici Monachi Trium Fontium, nel 1005, che cita Federico col titolo di conte, che il documento n° XXVI del Cartulaire de l'abbaye Saint-Vanne de Verdun (non consultato), del vescovo di Verdun, datato 1120, che cita Federico come conte di Verdun (domni Frederici…comes nostre civitatis); Ermanno ereditò la contea di Eename, come ci conferma la Sigeberti Auctarium Affligemense.
Secondo le Gesta Episcoporum Cameracensium liber III, suo fratello, Goffredo, nel 1012, dal re di Germania, Enrico II, fu designato a succedere come Duca della Bassa Lorena (Lotaringia) al carolingio, Ottone, che era privo di discendenza maschile.
 Il fatto che Goffredo derivasse le proprie origini dalla Lotaringia avrebbe garantito l'assenza di guerre nella regione e, inoltre, era fedele agli imperatori ottoniani. Egli godette inoltre del supporto dei fratelli: Gothelo o Gozzelone, Margravio di Anversa, ed |Ermanno, Conte di Eename (poi Brabante.
In quegli anni Ermanno fu l'autore di una petizione per confermare una proprietà all'abbazia di San Vitone di Verdun, come ci viene confermato dal documento nº 340 dei Heinrici II Diplomata, datato 1015, in cui l'imperatore, Enrico II, confermò la donazione.
Nel 1017, Ermanno divenne conte di Eifelgau e di Westfalen
Negli ultimi anni della sua vita, Ermanno si ritirò a vivere nell'abbazia di San Vitone di Verdun, dove probabilmente morì, nel 1029, e dove fu sepolto; secondo i Necrology Verdun Saint-Vanne, p. 138 (non consultato) Ermanno (Herimannus comes) morì il 28 marzo (V Kal Apr), mentre per L'obituaire de la cathédrale de Saint-Lambert de Liège, p. 71 Ermanno (Herimanni comitis) morì il 28 maggio (V Kal Jun). La contea di Eename passò al secondogenito, Goffredo, che fu anche conte di Westfalen e Cappemberg.

## Matrimonio e discendenza
Ermanno aveva sposato Matilde, la cui origine è sconosciuta, come ci conferma la Chronicon Hugonis, monachi Virdunensis et divionensis abbatis Flaviniacensis II.
Ermanno da Matilde ebbe 6 figli:
- Gregorio[2][18], che fu arcidiacono a Liegi[2], come conferma anche la Vita Richardi abbatis S Vidoni Virdunensis[19]
- Goffredo[18], conte di Westfalen e Cappemberg[17], da cui discese Goffredo di Cappenberg (nipote), il Santo
- Odilia[18], che fu badessa (abbatissa ancillarum Dei in monasterio S Odiliæ)[18]
- Ermanno, morì in giovane età e fu sepolto a Velzeke (Brabante)[20]
- Bertilde, morì in giovane età e fu sepolta a Velzeke (Brabante)[20]
- Matilde[21]( † dopo il 1039), che, nel 1015, sposò Reginardo V di Mons, Conte di Hainaut (ridotto alla contea di Mons)[22].

Ermanno, ancora secondo la Chronicon Hugonis, monachi Virdunensis et divionensis abbatis Flaviniacensis II, da una concubina di cui non si conoscono né il nome né gli ascendenti, ebbe un figlio:
- Goffredo[23].

## Ascendenza
|                         |         |                      | Genitori             |  |  | Nonni |  |  | Bisnonni           |  |  | Trisnonni |  |
|                         |         |                      |                      |  |  |       |  |  | Vigerico di Bidgau |  |  | …         |  |
|                         |         |                      |                      |  |  |       |  |  | Vigerico di Bidgau |  |  | …         |  |
|                         |         | …                    |                      |  |  |       |  |  | Vigerico di Bidgau |  |  |           |  |
| Gozlin                  |         |                      |                      |  |  |       |  |  | Vigerico di Bidgau |  |  |           |  |
|                         |         | Cunigonda            | …                    |  |  |       |  |  |                    |  |  |           |  |
|                         |         | Cunigonda            | …                    |  |  |       |  |  |                    |  |  |           |  |
|                         |         | Cunigonda            | Ermentrude           |  |  |       |  |  |                    |  |  |           |  |
| Goffredo I di Verdun    |         | Cunigonda            |                      |  |  |       |  |  |                    |  |  |           |  |
|                         |         | Gerardo I di Metz    | Adalardo II di Metz  |  |  |       |  |  |                    |  |  |           |  |
|                         |         | Gerardo I di Metz    | Adalardo II di Metz  |  |  |       |  |  |                    |  |  |           |  |
|                         |         | Gerardo I di Metz    | …                    |  |  |       |  |  |                    |  |  |           |  |
| Oda di Metz             |         | Gerardo I di Metz    |                      |  |  |       |  |  |                    |  |  |           |  |
|                         |         | Oda di Sassonia      | Ottone I di Sassonia |  |  |       |  |  |                    |  |  |           |  |
|                         |         | Oda di Sassonia      | Ottone I di Sassonia |  |  |       |  |  |                    |  |  |           |  |
|                         |         | Oda di Sassonia      | Edvige di Babenberg  |  |  |       |  |  |                    |  |  |           |  |
| Ermanno di Eename       |         | Oda di Sassonia      |                      |  |  |       |  |  |                    |  |  |           |  |
|                         | Billung | …                    |                      |  |  |       |  |  |                    |  |  |           |  |
|                         | Billung | …                    |                      |  |  |       |  |  |                    |  |  |           |  |
|                         | Billung | …                    |                      |  |  |       |  |  |                    |  |  |           |  |
| Ermanno di Sassonia     | Billung |                      |                      |  |  |       |  |  |                    |  |  |           |  |
|                         |         | Ermengarda di Nantes | …                    |  |  |       |  |  |                    |  |  |           |  |
|                         |         | Ermengarda di Nantes | …                    |  |  |       |  |  |                    |  |  |           |  |
|                         |         | Ermengarda di Nantes | …                    |  |  |       |  |  |                    |  |  |           |  |
| Matilde di Sassonia     |         | Ermengarda di Nantes |                      |  |  |       |  |  |                    |  |  |           |  |
|                         |         | …                    | …                    |  |  |       |  |  |                    |  |  |           |  |
|                         |         | …                    | …                    |  |  |       |  |  |                    |  |  |           |  |
|                         |         | …                    | …                    |  |  |       |  |  |                    |  |  |           |  |
| Ildegarda di Westerburg |         | …                    |                      |  |  |       |  |  |                    |  |  |           |  |
|                         |         | …                    | …                    |  |  |       |  |  |                    |  |  |           |  |
|                         |         | …                    | …                    |  |  |       |  |  |                    |  |  |           |  |
|                         |         | …                    | …                    |  |  |       |  |  |                    |  |  |           |  |
|                         |         | …                    |                      |  |  |       |  |  |                    |  |  |           |  |

### Letteratura storiografica
- Edwin H. Holthouse, L'imperatore Enrico II, in «Storia del mondo medievale», vol. IV, 1999, pp. 126–169